# Roter Bach (Lippe)
Der Rote Bach ist ein orografisch rechtes Nebengewässer der Lippe in Nordrhein-Westfalen, Deutschland. Er hat eine Länge von 13,6 km.

## Flussverlauf
Der Rote Bach entspringt innerhalb des Truppenübungsplatzes Senne westlich der Ortschaft Oesterholz-Haustenbeck auf der Gemarkung der Gemeinde Schlangen und fließt in südwestliche Richtung ab. Innerhalb der als Sperrgebiet ausgewiesenen Sennelandschaft tritt das Gewässer zunächst in die Gemarkung der Stadt Bad Lippspringe ein und bildet im weiteren Verlauf zunächst die Bad Lippspringer Stadtgrenze gegen Paderborn, und nachfolgend die Paderborner Stadtgrenze gegen Hövelhof. Bevor der Bach endgültig in Paderborner Gebiet eintritt, nimmt er den von rechts und somit ebenfalls aus der Senne zulaufenden Franzosenbach auf. 
Erst nach mehr als acht Kilometern Fließstrecke verlässt der Rote Bach das Sperrgebiet und unterquert die Bundesautobahn 33 auf Höhe der Anschlussstelle Sennelager. Nach dem Durchfluss des rund 13,5 ha großen Altensenner Sees im Westen von Sennelager wendet sich der Bach dem Paderborner Stadtteil Sande zu, unterquert den Boker-Heide-Kanal und mündet nach der rechtsseitigen Aufnahme der Gunne östlich von Sande in den Lippesee. Seit der Errichtung einer Umflut wird dieser Stausee jedoch nicht mehr durch die Lippe, sondern nur noch durch die Thune gestaut.
Der Rote Bach überwindet während seiner Fließstrecke einen Höhenunterschied von 75 Metern, somit ergibt sich ein mittleres Sohlgefälle von 5,5 ‰.

## Charakteristik
Der Lauf des Roten Baches lässt sich in drei Fließgewässertypen unterteilen: Von der Quelle bis kurz hinter der Einmündung des Franzosenbachs gilt das Gewässer als sandgeprägter Tieflandbach (Typ 14), und von dort bis zur Unterquerung der A 33 als organisch geprägter Bach (Typ 11). Ab diesem Punkt zählt der Bach mit zunehmend breiter werdender Flussaue bis zu seiner Mündung als Kleines Niederungsfließgewässer in Fluss- und Stromtälern (Typ 19).
Darüber hinaus lässt sich der Rote Bach zwei Fischregionen zuweisen: Von der Quelle bis zur Unterquerung der Köhlbrücke innerhalb des Truppenübungsplatzes gehört das Gewässer zum „oberen Forellentyp Tiefland“, von dort aus bis zur Mündung zum „unteren Forellentyp Tiefland“.

## Gewässergüte
Die Gewässerstrukturgüte des Roten Baches befindet sich innerhalb des Truppenübungsplatzes Senne in einem überwiegend nur mäßig beeinträchtigten Zustand. Im Bereich der Quelle kann zwar nur die einer merklichen Beeinträchtigung entsprechende Güteklasse V erreicht werden, die Strukturgüte verbessert sich jedoch rasch und erreicht in vielen Bereichen zumindest eine mäßige Beeinträchtigung (Güteklasse III), in kurzen Abschnitten sogar die Güteklassen II (bedingt naturnah) sowie I (naturnah). Die signifikantesten Schädigungen innerhalb der Senne finden sich an jenen Stellen, an denen der Lauf des Gewässers zu einigen kleineren Teichen gestaut wurde.   
Mit dem Verlassen des Sperrgebietes verschlechtert sich die Strukturgüte des Roten Baches wesentlich. Von dort bis zur Mündung in den Lippesee sind die Güteklassen VI und VII vorherrschend, was einer starken bzw. übermäßigen Strukturschädigung entspricht.